# Udvidelse af EU
Udvidelse af EU er en tilbagevendende og kompliceret international politisk proces hvor et eller flere nye lande bliver medlemmer af Den Europæiske Union. Processen er måske den vigtigste i hele EU-systemet fordi den på så grundlæggende vis kan ændre balancen mellem medlemsstaterne. Samtidig kræver processen fuld enighed mellem samtlige eksisterende medlemsstater, bare en enkelt stat kan altså nedlægge veto mod et nyt medlem. Kandidatlande må derfor ofte, ud over at forhandle med EU om opfyldelse af forskellige krav om f.eks. økonomi og menneskerettigheder, regne med at der også vil være specifikke krav fra enkelte lande, der føler at de ellers kunne blive ringere stillet i fremtiden hvis kandidatlandet blev medlem.

## Politisk betydning
Den politiske betydning af at blive nyt medlem af EU er enorm – både for den nye medlemsstat og for EU! Indtil murens fald i 1989, var udvidelsen et langt stykke hen af vejen drevet af EU selv (der indtil 1992 hed EF). Man ønskede at konsolidere EF og en måde at gøre dette på var at få flere medlemmer. Nye medlemmer havde dog også selv interesse i at blive medlemmer, bl.a. af økonomiske årsager og fordi også lande uden for EF ønskede at konsolidere de principper EF byggede på – specielt økonomisk og politisk stabilitet var i højsædet.
Efter murens fald har situationen i højere grad været den, at en række af de nye demokratier i Øst- og Central-Europa ønskede at blive medlemmer af EU for at konsolidere deres eget spæde demokrati og for at få adgang til det indre marked. Dette ønske har gået hånd i hånd med ønsket om at blive medlemmer af NATO for at konsolidere sig sikkerhedspolitisk – specielt i forhold til Rusland som mange af de nye demokratier blot omfattede som en fortsættelse af Sovjetunionen.
Også for USA, Rusland og Europas nabolande er en udvidelse af EU af betydning. For USA kan medlemskab af EU (og måske NATO) være en måde at knytte lande fra den tidligere sovjetiske indflydelsessfære tættere til USA, mens Rusland omvendt kan opfatte det som en fremrulning af USA's indflydelsessfære. Medlemskab for at land som Tyrkiet (der er medlem af NATO men ikke EU) kan ses som en måde at holde Tyrkiet venligt overfor USA (og Israel), mens visse lande i Mellemøsten omvendt kan opfatte EU-medlemskab som uislamisk. Landene i Nordafrika må konstatere at næsten alle lande i Europa med middelhavskyst nu er medlemmer af EU, og i forhold til både handelsaftaler og flygtningepolitik står EU som en blok – dette gør det meget attraktivt for de nordafrikanske lande at tilbyde politiske kompromiser til gengæld for adgang til EU markedet.

## Kriterier
Ethvert "europæisk" land kan i princippet ansøge om at blive medlem af EU, hvorefter Det Europæiske Råd vil konsultere Europa-kommissionen og Europa-parlamentet med henblik på at indlede forhandlinger med det pågældende land. For at få en positiv anbefaling fra rådet, må landet som minimum opfylde følgende kriterier:
- Det skal være en "europæisk" stat
- Det skal respektere principperne om frihed, demokrati og respekt for menneskerettighederne, de grundlæggende frihedsrettigheder og retsstatsprincipper

Hvad der præcis definerer en stat som "europæisk" er imidlertid ikke lagt fast. Armenien ligger f.eks. 100 % i Asien, men har en "europæisk kultur". Tyrkiet ligger hovedsageligt i Asien, men har en lille del i Europa – herunder en del af storbyen Istanbul. Men er det nok at have en lille flig i det geografiske Europa, så opfyldes dette krav også af Kazakhstan (landområdet vest for Uralfloden) og af Rusland. Et land som Canada kunne også siges at have en "europæisk" kultur.
For at opnå medlemskab må et land opfylde følgende af Københavnerkriterierne som blev vedtaget af Det Europæiske Råd i 1993:
- at det baserer sig på retsstatens principper
- at det har stabile institutioner, der sikrer demokratisk regeringsførelse, menneskerettigheder og beskytter minoriteter,
- at det har en velfungerende markedsøkonomi
- at det kan tilslutte sig EU's mål om en politisk, økonomisk og monetær union

I december 1995 reviderede Det Europæiske Råd (på sit Madrid-møde) kriterierne til også at omfatte betingelser om at kandidatlandet har fungerende procedurer for via lovgivning og statsapparatet i øvrigt at kunne integrere EU lovgivning i landets nationale lovgivning.
Disse kriterier sigter mod at nye medlemmer skal være – eller arbejde for at blive – velfungerende demokratier med markedsøkonomi efter "vesteuropæisk model". Kriterierne bliver alligevel kritiseret for ikke at være skrappe nok, f.eks. at der ikke har været sat tilstrækkeligt skrappe krav om effektiv bekæmpelse af organiseret kriminalitet i Rumænien og Bulgarien. Omvendt kritiserer kandidatlande kriterierne for at være for skrappe, og fremhæver at også gamle medlemmer har problemer med f.eks. organiseret kriminalitet (f.eks. Italien), dårlig stats-økonomi (Grækenland) og for ikke at støtte EU's mål om politisk, økonomisk og monetær union (Danmark og Storbritannien).

## Udvidelsesprocessens form
Udvidelsesprocessen følger et ganske stramt skema fra kandidatlandets indledende henvendelse til Det Europæiske Råd over den formelle ratifikation af det nye medlem til den endelige implementering, f.eks. via forskellige overgangsordninger. Alle dele af processen koordineres af Europa-kommissionen via Generaldirektoratet for udvidelse, men de faktiske forhandlinger sker rent praktisk oftest mellem EU's nuværende medlemsstater og kandidatlandet.
De fleste kandidatlande (efter 1990) opfylder/opfyldte ikke engang kriterierne for at ansøge om medlemskab. Efter deres første henvendelse til rådet, udarbejdes som regel en associeringsaftale der giver kandidatlandet visse fordele, f.eks. handelsmæssige mod at landet på den anden side øger indsatsen for at opfylde kriterierne.
Associeringsaftalen giver også kandidatlandets regering mulighed for at få en politisk succes uden rent faktisk at få lovning på medlemskab. Associeringsaftaler giver også de nationale politikere i EU mulighed for at holde et kandidatland hen – f.eks. har Tyrkiet udelukkende haft forskellige former for associeringsaftaler siden det ansøgte om medlemskab i 1987.
For landene i ex-Jugolavien bruges associeringsaftalerne som et aktivt politisk redskab med henblik på at skabe og sikre politisk stabilitet – disse aftaler omfatter mere hjælp fra EU og flere forpligtelser for kandidatlandet end normalt.
Et land anmoder sædvanligvis først formelt om medlemskab efter en tid med associeringsaftale(r), således at ansøgerlandet med sikkerhed opfylder kriterierne for at ansøge. Når et land ansøger beder Det Europæiske Råd om at Kommissionen udarbejder en udtalelse om landets opfyldelse af kriterierne for at ansøge. Rådet kan derefter godkende eller forkaste Kommissionens anbefaling. Rådet har dog kun én gang forkastet Kommissionens anbefaling, nemlig da den anbefalede at man ikke påbegyndte optagelsesforhandlinger med Grækenland.
Hvis rådet beslutter at åbne forhandlinger om optagelse, startes en kompliceret proces hvor Kommissionen og ansøgerlandet i fællesskab søger at opgøre graden af overensstemmelse mellem EU lovgivningen og ansøgerlandets nationale lovgivning. Rådet foreslår derefter at antal "kapitler" i forhandlingerne om optagelse. Hvert "kapitel" dækker et (eller flere beslægtede) områder indenfor hvilke man skal nå til enighed, typisk at ansøgerlandet skal tilpasse sin lovgivning men i visse tilfælde også at der gives undtagelser, oftest tidsbegrænsede. Den indledende kapiteler dækker typisk områder hvor der fra starten er god overensstemmelse mellem EU lovgivning og kandidatlandets lovgivning. Senere kapitler omfatter typisk tidsfrister for hvornår EU lovgivning på forskellige områder skal være implementeret.
Et "kapitel" betragtes som lukket når begge sider er enige om at der er sket en tilstrækkelig tilnærmelse mellem EU og national lovgivning. Et kapitel kan dog genåbnes hvis Kommissionen mener at kandidatlandet efterfølgende har omgjort tidligere tilnærmelser, eller hvis aftalte tidsfrister ikke bliver overholdt. Kommissionen udfærdiger en årlig rapport om hvilke kapitler der er lukket, hvilke der snart kan lukkes, hvilke der arbejdes på og hvilke kapitler der ikke er åbnet endnu.
Når optagelsesforhandlingerne (alle kapitler) er afsluttet, indgås en optagelses-traktat, som bl.a. fastsætter optagelsesdatoen, evt. yderligere krav som ansøgerlandet må opfylde og evt. undtagelser. Denne optagelses-traktat skal derefter ratificeres af alle medlemslandene.
Den samlede proces fra de indledende samtaler over associeringsaftale og senere optagelsesforhandlinger tager ca. 10 år, omend der er eksempler på både kortere og længere forløb. Sverige, Finland og Østrig er eksempler på lande hvor det er gået hurtigere, dels fordi disse lande fra starten opfyldte alle kriterier, dels fordi disse lande allerede havde indarbejdet dele af EU lovgivningen i deres nationale lovgivning selvom de ikke var medlemmer af EU. I den modsatte ende finder vi Tyrkiet, der første gang søgte om medlemskab i 1950'erne og formelt ansøgte i 1987. At det har taget så lang tid med Tyrkiet tilskrives både politiske forhold i EU og at Tyrkiet på flere punkter fortsat afviger fra kriterierne for at søge om optagelse.

### Eksempel: Estlands optagelse i EU
Herunder et eksempel på optagelses-processens forløb – Estlands optagelse i EU i 2004.
| År   | Dato          | Hændelse                                                                                              | Bemærkninger                                                                                 |
| ---- | ------------- | --- | -------------------------------------------------------------------------------------------- |
| 1991 | 20. august    | Uafhængighed fra Sovjetunionen                                                                        | Anerkendt som selvstændigt land af EU samme måned                                            |
| 1994 | 18. juli      | Frihandelsaftale indgået                                                                              |                                                                                              |
| 1995 | 1. Januar     | Frihandelsaftale træder i kraft                                                                       |                                                                                              |
| 1995 | 12. juni      | Associeringsaftale indgået                                                                            |                                                                                              |
| 1995 | 24. november  | Ansøger om medlemskab af EU                                                                           |                                                                                              |
| 1998 | 1. januar     | Europa-aftale træder i kraft                                                                          |                                                                                              |
| 1998 | Marts         | Optagelsesforhandlingerne starter                                                                     | 6 kapitler åbnes                                                                             |
| 1999 |               | 17 kapitler åbnes                                                                                     |                                                                                              |
| 2000 |               | 6 kapitler åbnes                                                                                      |                                                                                              |
| 2002 | December      | Alle kapitler lukkes og forhandlingerne afsluttes                                                     | Det sidste kapitel blev åbnet og lukket samme dag                                            |
| 2003 | 8. april      | Udkast til optagelses-traktat godkendt af Estlands regering                                           |                                                                                              |
| 2003 | 16. april     | Optagelses-traktaten underskrevet                                                                     |                                                                                              |
| 2003 | 14. september | Folkeafstemning i Estland godkender traktaten om optagelse                                            | 66.84% for, deltagelse: 64.02%                                                               |
| 2004 | 1. maj        | Medlem af EU                                                                                          |                                                                                              |
| 2004 | 28. juni      | Medlemskab af ERM                                                                                     | Man skal være medlem af ERM i 2 år før man kan komem med i Euroen                            |
| 2007 | 21. december  | Medlem af Schengen-samarbejdet                                                                        |                                                                                              |
| 2011 | 1. januar     | Overgangsbestemmelse om gamle medlemmers ret til at begrænse indvandring fra de nye medlemmer ophører | Kun visse lande gjorde brug af denne bestemmelse, og flere ophørte med bestemmelsen før 2011 |
| 2011 | 1. januar     | Estland indtræder i Euro-zonen                                                                        |                                                                                              |

## Hidtidige udvidelser
EU har indtil nu været igennem 7 forskellige udvidelser. Den første omfattede bl.a. Danmark, den anden kun ét land – Grækenland – og den 5. var langt den største, den såkaldte Østudvidelse, der omfattede hele 10 lande.

### Grundlæggelsen
I 1951 bliver traktaten om Kul- og Stålunionen/Det europæiske kul- og stålfællesskab (EKSF/ECSC) underskrevet, og året senere, den 25. juli 1952 trådte det i kraft. Dette var et samarbejde, der gik ud på at Frankrig og Tyskland slog deres administration af kul- og stålindustrien sammen. De fik Italien og Benelux-landene (Belgien, Nederlandene og Luxembourg) med. Dette samarbejde, som blev ledet af initiativtageren Jean Monnet, skulle blive forløberen til det, vi i dag kender som EU, og som ved Danmarks indtrædelse i 1973 var kendt som EF. Først med Nice-traktaten 2001/2003 ophørte EKSF som selvstændig traktat og blev fusioneret ind i EF.
Efter oprettelsen blev samarbejdet revideret ved et antal traktater inden den 1. udvidelse i 1973
- 1957 Rom-traktaten – Oprettelsen af Det Europæiske Økonomiske Fællesskab EØF
- 1960 Oprettelsen af EFTA, det Europæiske frihandelsområde
- 1965 Fusionstraktaten der etablerer EF som fælles organisation for EØF, EKSF, Euratom

### Udvidelsen i 1973
Storbritannien ønskede ikke at være med ved grundlæggelsen af EF, men blev overrasket over den store økonomiske succes for EF. Storbritannien, Irland, Danmark og Norge søgte om optagelse i 1961. De 3 sidstnævnte fordi en så stor del af deres handel var afhængig af Storbritannien. Frankrig ved Præsident de Gaulle nedlagde imidlertid veto mod Storbritanniens optagelse, og de 3 andre lande trak samtidig deres ansøgninger.
I maj 1967, efter at de Gaulle var trådt tilbage, ansøgte de 4 lande igen om medlemskab, og 1. januar 1973 kunne 3 af de 4 lande indtræde som medlemmer af EF. Norge blev ikke medlem, da forslaget om medlemskab faldt ved en folkeafstemning.
Dette var den første udvidelse af EF, og forløbet understregede at medlemskab af EF og processen der leder frem til det er både kompliceret og alvorlig. EF-systemet havde, om end delvist ufrivilligt, vist evnen og viljen til at sige nej til en ansøger, og i Norge viste den norske befolkning evnen og viljen til at sige nej tak til medlemskab selv om Norge var blevet godkendt som medlem.

### Udvidelsen i 1981
I 1974 brød oberst-styret i Grækenland sammen og i 1975 trådte en ny regering til under en ny forfatning. Kort efter ansøgte Grækenland om at blev medlem af EU. Præsident Mitterand advarede mod optagelse af de nye demokratier i Sydeuropa (Grækenland, Spanien, Portugal) da han mente det ville udvande EU, og Kommissionen foreslog da også at Grækenland i første omgang ikke skulle have lov til at blive medlem. Ministerrådet af statschefer vedtog imidlertid at imødekomme Grækenlands ansøgning, og i 1981 blev Grækenland det 10. medlem af EF.
Kritikere af Grækenlands optagelse anfører stadig i dag at det var en fejl at optage Grækenland før det var blevet mere modent – politisk og økonomisk – og at landets nuværende økonomiske problemer bl.a. kan henføres til den for tidlige optagelse. Omvendt anfører tilhængere af optagelsen at det var en nødvendig politisk beslutning der var med til at cementere demokratiet i Grækenland. Diskussionen antyder at der stadig i dag ikke er fuld enighed om hvorvidt EU primært er et teknisk-økonomisk instrument til at stabilisere og fremme medlemsstaternes handel, økonomi og erhvervsliv – eller om EU primært er et politisk instrument der kan bruges aktivt til at fremme politikker også uden for EU's område.

### Udvidelsen i 1986
Da Grækenland havde ansøgt, var kommet i betragtning og i gang med optagelsesforhandlinger, var det naturligt for Spanien og Portugal også at søge om optagelse. I lighed med Grækenland havde de sagt farvel til diktatur og militærstyre midt i 70'erne, og i 1977 søgte begge lande om medlemskab (Portugal i marts og Spanien i juni). Deres optagelse tog dog lidt længere tid. Spanien var et stort land, hvis optagelse alvorligt ville ændre på stemmeforholdet mellem medlemmerne. Desuden arbejdede man undervejs på Den Europæiske Fælles Akt der skulle indføre det indre marked. Man ønskede først at optage de 2 lande efter at akten var trådt i kraft (1985), og samtidig måtte forhandlingerne med de to lande nu tage hensyn til den kommende akt – og ikke bare den eksisterende EF lovgivning. Men 1. januar 1986 blev begge lande medlemmer af EF.

### Udvidelsen i 1995
Efter murens fald regnede man med at et stort antal central- og øst-europæiske lande ville søge om medlemskab af EU, og man gik derfor i gang med en gennemgribende revision af EU systemet herunder EU's institutioner. Dette arbejde pågår stadig og har indtil nu udmøntet sig i 4 traktater (Maastricht 1993, Amsterdam 1999, Nice 2003 og Lissabon 2009). Flere vesteuropæiske lande udenfor EF blev nu nervøse for at hvis de ikke blev medlemmer snart, ville de ende i klasse med de mange øst- og centraleuropæiske lande. Disse lande søgte derfor optagelse i EU i starten af 90'erne – det drejede sig om: Norge, Sverige, Finland, Østrig, Schweiz samt middelhavs ø-staterne Cypern og Malta. Inden nogen af disse lande blev optaget gennemførtes Maastricht-traktaten i 1993 og hermed den første udgave af EU med bl.a. fælles forsvars og rets-politik – det var altså et noget andet EF/EU de nu stod til at blive medlemmer af. Sverige, Finland og Østrig blev medlemmer 1. januar 1995. I Norge blev medlemskabet igen forkastet ved en folkeafstemning, og Schweiz satte sin ansøgning i bero da man frygtede samme resultat som i Norge. Cypern og Malta derimod måtte vente, de kunne ikke blive medlemmer i denne omgang.

### Udvidelsen i 2004
I 2004 kom så endelig den såkaldte "Øst-udvidelse" der omfattede 8 af de nye demokratier i Øst- og Centraleuropa samt Malta og den græske del af Cypern. Disse lande blev medlemmer af et EU der var ret forandret i forhold til starten af 90'erne, men som på mange måder ikke rigtigt var gearet til det store antal nye medlemmer. Østudvidelsen har været genstand for en hel del debat – både i og uden for EU systemet og bortset fra optagelsen af Grækenland (se ovenfor) er det måske den mest kritiserede udvidelse.
Den mest substantielle kritik har gået på 4 emner
- At udvidelsen skete for langsomt. Euforien i de nye demokratier havde for længst lagt sig da de endelig blev medlem, og den lange proces har været med til at fremstille de "gamle" EU-lande som tunge, fodslæbende og bureaukratiske. Dette kom måske mest tydeligt frem da USA's præsident George W. Bush kritiserede de Europæiske lande der ikke ville bakke USA op i Irak-krigen og talte om det "gamle" og det "nye" Europa.
- At udvidelsen skete for hurtigt, fordi
  - EU's institutioner endnu ikke var blevet revideret tilstrækkeligt til så stort et antal medlemmer. (Og at dette endnu ikke var sket tilskrives af kritikerne også at de "gamle" EU-lande er for tunge, fodslæbende og bureaukratiske)
  - At man i de "gamle" medlemslande slet ikke var indstillet på alle de nye medlemmer, specielt arbejdssøgende fra de nye medlemmer qua arbejdskraftens fri bevægelighed. Denne kritik søgte man at imødekomme ved en overgangsbestemmelse der indtil 2011 gav de gamle medlemmer mulighed for at begrænse den fri bevægelighed for arbejdssøgende fra de nye medlemsland. At man lavede denne overgangsbestemmelse gav i øvrigt i sig selv anledning til en del kritik af at de gamle medlemslande tænkte mere på at opretholde deres egne privilegier, end på at hjælpe de nye demokratier
  - At man i de nye medlemslande omvendt ikke var kommet langt nok med f.eks. økonomi, infrastruktur og bekæmpelse af organiseret kriminalitet. Tilhængere af optagelsen har imødegået denne kritik ved at sige at de nye medlemmer ikke generelt var fattigere eller på anden måde dårligere fungerende end f.eks. Grækenland var da det blev optaget...

Tilbage står imidlertid at udvidelsen blev gennemført, og at det naturligvis viste sig at de nye medlemmer var ganske forskellige og ikke i længden kunne behandles som en 2. rangs blok af øst-medlemmer. Flere af de i 2004 optagne lande er f.eks. blevet medlem af Schengen og Euroen og er således på vej ind i EU's inderkreds.
En række særlige problemstillinger skal nævnes i forbindelse med 2004-udvidelsen:
- En af de nye stater i ex-Jugolavien er Nordmakedonien. Grækenland anerkendte ikke landets gamle navn "Makedonien", da det også er navnet på en græsk provins. Som EU-medlem kunne Grækenland i praksis forhindre EU i at godkende navnet Makedonien og i officiel EU sprogbrug anvendtes derfor generelt betegnelsen "Former Yugolav Republic og Macedonia" (Den Tidligere Jugoslaviske Republik Makedonien) forkortet FYROM. Den 12. juni 2018 blev der underskrevet en aftale mellem Makedonien og Grækenland, som ændrede navnet til Republikken Nordmakedonien (gældende fra februar-marts 2019); aftalen blev ratificeret i de to lande.[8] Selve navneskiftet fandt sted 12. februar 2019.
- Også relateret til Grækenland er optagelsen af Cypern, eller rettere af den Græske del af øen. Oprindeligt fik Cypern besked på at kun et helt Cypern ville blive optaget i EU, og at der altså måtte ske en fredsslutning mellem den Græske og Tyrkiske del af øen inden en optagelse kunne komme på tale. Grækenland krævede imidlertid optagelse af Cypern og truede med at nedlægge veto mod de andre landes optagelse hvis ikke EU gik med til dette. Grækenland er derfor nu i en position hvor den græske del af Cypern er optaget samtidig med at Grækenland kan nedlægge veto mod en evt. Tyrkisk optagelse!
- Med Litauens optagelse kom en del af russisk territorium til at ligge omkranset af EU, nemlig Kaliningrad-enklaven. Problemet eksisterede naturligvis allerede før Litauens optagelse, men nu står man i den unikke situation at Rusland er delt i 2 af EU. Internationalt er sådanne problemstillinger dog ikke helt ukendt, f.eks. er Alaska afskåret fra USA af Canada, og der findes andre lignende tilfælde.

### Udvidelsen i 2007
Bulgarien og Rumænien havde også søgt om optagelse i 1995 – ca. samtidig med mange af de andre nye demokratier, men blev ikke optaget i 2004. Der var for mange problemer med landenes økonomi og med korruption og organiseret kriminalitet. 3 år senere blev de imidlertid også optaget. Også efter optagelsen blev begge lande kritiseret for at have gjort for lidt for at bekæmpe korruption og organiseret kriminalitet.

### Udvidelsen i 2013
Kroatien er en af staterne fra ex-Jugoslavien. De ansøgte om medlemskab i 2003/2004. Slovenien, der også er en af staterne fra ex-Jugoslavien er allerede medlem af EU, og Kroatien grænser op til Slovenien. Slovenien deltog ikke ret meget i krigen i Jugoslavien, mens Kroatien var meget involveret. Både opgør med evt. ansvarlige for krigsforbrydelser og problemer med korruption og organiseret kriminalitet har forsinket forhandlingerne med Kroatien. I 2009-2010 har forhandlingerne taget fart, og på et topmøde blandt EU's regeringschefer i juni 2011, blev det besluttet at Kroatien kunne godtages som EU's 28. medlem. Ved en ceremoni 9. decemebr 2011 blev medlemskabet endelig bekræftet, med tiltrædelse 1. juli 2013.. 22. Januar 2012 afholdtes folkeafstemning i Kroatien, der bekræftede ansøgningen om medlemskab.

## Kandidatlande
6 lande har p.t. status som kandidat-lande: Albanien, Nordmakedonien, Montenegro, Island, Serbien og Tyrkiet. De første 5 har ansøgt efter år 2000 – Tyrkiet i 1987.
- Nordmakedonien er en anden af staterne fra ex-Jugoslavien. De ansøgte om medlemskab i 2003/2004. Nordmakedonien har 27. marts 2020 fået grønt lys til at begynde optagelsesforhandlinger[10]
- Montenegro blev først selvstændig i 2006 og søgte først om optagelse i 2008. Optagelsesforhandlinger er endnu ikke startet.
- Island søgte om optagelse i 2009 som følge af finanskrisen, og optagelsesforhandlingerne kunne gå i gang kort tid efter. I marts 2015 har den borgerlige regering dog meddelt at man ikke mere søger om optagelse[11]. Den islandske regering har i marts 2015 oplyst, at Island ikke længere ønsker at blive betragtet som et kandidatland.[12]
- Serbien har ansøgt om optagelse i 2009, men bl.a. udleveringen af eftersøgte krigsforbrydere fra krigen i ex-Jugoslavien har forsinket godkendelse af ansøgningen. I maj 2011 blev den sidste af disse, Ratko Mladić, fanget og udleveret til den Internationale Domstol i Haag. I Kommissionens rapport fra Oktober 2011 om kandidatlandenes status anbefales at Serbien får kandidat-status, og på et møde mellem EUs regeringschefer 1. marts 2012 blev Serbien godkendt som kandidat-land. April 2013 indgik Serbien og Kosovo en aftale om normalisering af forholdet mellem de to lande, hvorefter EU's udvidelseskommissær 22. april 2013 har anbefalet at man indleder formelle optagelsesforhandlinger med Serbien. Denne anbefaling blev accepteret af EU's europaministre på deres møde tirsdag d. 21. juni 2013.
- Albanien har ansøgt om optagelse i 2009, og på et møde mellem EUs europaministre 24. juni 2014 blev Albanien godkendt som kandidat-land.[13]. Albanien har 27. marts 2020 fået grønt lys til at begynde optagelsesforhandlinger[10]

Om Tyrkiet nogensinde vil blive medlem af EU er uklart, men da optagelsesforhandlinger er i gang er det en mulighed – der er flere scenarier:
- Hvis Tyrkiet ikke i tilstrækkelig grad opfylder kriterierne for medlemskab, f.eks. på området menneskerettigheder, vil landet ikke blive medlem af EU
- Imidlertid kan det sagtens tænkes at Tyrkiet på et tidspunkt vil opfylde alle kriterier, men også da er der flere muligheder
  - Landet kan blive medlem af EU
  - Et eller flere lande i Det Europæiske Råd afviser at lade Tyrkiet blive medlem
    - Det kan være flere lande i rådet, f.eks. med henvisning til at landet er for fattigt, at det ikke er Europæisk eller at det er overvejende muslimsk – de sidste 2 muligheder vil dog næppe være den formelle begrundelse
    - Eller et enkelt land nedlægger veto, f.eks. Grækenland der kunne kræve indrømmelser vedr. Cypern eller på andre områder for at tillade Tyrkisk medlemskab

Klart står dog at Tyrkiets vej til evt. medlemskab allerede har været forskellig fra alle andre landes. Efter at have ansøgt om medlemskab i 1987, fik landet først kandidat-status i 1999, og forhandlinger blev først påbegyndt i 2004. Forhandlingerne forventes at tage lang tid endnu, men skulle de blive afsluttet med succes, vil det formentlig være svært for Det Europæiske Råd på det tidspunkt at nægte Tyrkiet optagelse. Efter at Erdogan blev præsident i 2014 er forholdet mellem EU og Tyrkiet dog blevet mere køligt, og forhandlingerne skrider kun langsomt frem..

## Fremtiden

### Fremtidige kandidat-lande
Bosnien-Hercegovina forventes at ansøge på et tidspunkt. Den i starten af 2012 nyvalgte premierminister, Vjekoslav Bevanda, har udtalt at han regner med at kunne ansøge medio 2012.
Schweiz og Norge forventes at ansøge igen når og hvis landenes regeringer forventer at kunne få et ja til medlemskab ved en folkeafstemning.
Kosovo er Europas nyeste land, men vurderes stadig at være for umodent til EU-medlemskab. Bl.a. har landet massive problemer med mindretalsbeskyttelse, korruption og organiseret kriminalitet. Efter at Serbien og Kosovo i april 2013 indgik en aftale om normalisering af forholdet mellem de to lande er en væsentlig forhindring dog ryddet af vejen. På EU's europaministres møde tirsdag d. 21. juni 2013 blev det besluttet at lave en stabilitets- og associeringsaftale mellem EU og Kosovo.
I Ukraine har der været debat om hvor vidt man skulle ansøge om medlemskab, men i alle tilfælde opfylder landet endnu ikke kriterierne for at påbegynde optagelsesforhandlinger, da landets politiske institutioner endnu ikke er tilstrækkelig stabile. I november 2013 var det forventet at Ukraine ville underskrive en frihandels og associeringsaftale med EU, men kort før topmødet i Vilnius 28.-29. november meddelte Ukraine at man ikke ville underskrive. Dette medførte kort efter omfattende uroligheder i perioden november 2013 til februar 2014 hvor præsident Viktor Janukovitj officielt blev afsat, efter først at være flygtet til Rusland. I maj 2014 valgtes en ny præsident, Petro Porosjenko, og i Juni underskrev Ukraine så en frihandels og associeringsaftale med EU sammen med Moldova og Georgien. Forinden har dog Den Autonome Republik Krim løsrevet sig og tilsluttet sig Rusland, og Ukraine indgår dermed i samme selskab som netop Georgien og Moldova - lande hvor en del af landet er direkte eller indirekte under russisk kontrol.
Hviderusland er Europas eneste tilbageværende diktatur. Skulle landet på et tidspunkt komme fri af diktaturet, vil de måske søge om medlemskab – men det er også muligt de i stedet fortsat vil ønske at knytte sig til Rusland.
Moldova er reelt delt i 2 som følge af en borgerkrig. Når og hvis denne situation blive afklaret vil landet formentlig søge om medlemskab. I november 2013 er der indgået en begrænset frihandles og associeringsaftale mellem EU og Moldova.
Tilbage står altså kun relativt få lande med hele deres territorium i Europa, som endnu ikke er medlemmer af EU. Nogle har ansøgt, nogle har sat ansøgningen i bero som følge af hjemlig modstand, og nogle få opfylder ikke kriterierne for at ansøge. Og Storbritannien har ved en folkeafstemningen, den såkaldte "Brexit" afstemning, besluttet at forlade EU.

### EU's grænser
Ser man udover de lande som har hele deres territorium indenfor Europa, er der 2 grupper lande som har (eller er) på tale som kommende EU-medlemmer.
Dels er der tre store lande som har en del af deres territorium i Europa, men det meste i Asien. Det er Tyrkiet som omtalt ovenfor, Rusland og Kazakhstan. Og der er på nuværende tidspunkt ikke nogen officiel udmelding fra Det Europæiske Råd der be- eller afkræfter disse landes ret til at søge om medlemskab. At Rusland skulle søge om medlemskab eller blive medlem anses af de fleste for urealistisk, men hvis Tyrkiet bliver medlem er der næppe nogen formelle argumenter mod Rusland da de har en større andel af deres territorium i Europa end Tyrkiet.
Dels er der en række mindre lande i Nordafrika, Levanten og Kaukasus som kunne tænkes at søge om medlemskab. Marokko har søgt (i 1987) men blev afvist med den begrundelse af det ikke var europæisk. Ser man på behandlingen af Tyrkiet og Marokko (der altså søgte samme år) ser Kommissionen og Rådet ud til at fortolke kravet om at et land skal være europæisk sådan at landet skal have en del af sit territorium i Europa for at kunne blive medlem. Georgien og Armenien anfører omvendt at de er lande med europæisk kultur, men de har dog ikke ansøgt om medlemskab. I November 2013 er der indgået en begrænset frihandles og associeringsaftale mellem EU og Georgien. Denne er fornyet og udvidet i Juni 2014.

## Udmeldelse

### Udtrædelse eller eksklusion
Det har været diskuteret, hvorvidt et land kan vælge at forlade EU eller omvendt kan blive smidt ud af EU – f.eks. hvis et land igen skulle blive et diktatur eller på anden måde afvige markant fra kriterierne for medlemskab.
Der eksisterer ingen formelle regler for at smide et land ud, men et lands frivillige udtræden af EU er defineret i artikel 50 i EU-Traktaten.
At et land skulle kunne smides ud af EU har været diskuteret som en mulighed overfor lande der i markant grad afviger fra spillereglerne for EU-samarbejde. Dette har sidst være diskuteret i forbindelse med Nice-traktaten, men sådanne bestemmelser er ikke indført endnu – og bliver det måske heller aldrig. Hvordan EU systemet rent faktisk vil reagere hvis et land skulle udvikle sig til et diktatur vides ikke. Nicetraktaten har dog etableret en formel ramme for vedtagelse af sanktioner mod lande der ikke overholder spillereglerne.
I 2017 har EU-kommissionen indledt den såkaldte artikel 7 procedure mod Polen begrundet med den polske regerings reformer af landets retssystem. Selv ved de mest omfattende sanktioner der måtte blive indført under artikel 7, er der dog på ingen måde tale om at landet kan smides ud af EU, da artikel 7 netop fastslår at "Den pågældende medlemsstat er under alle omstændigheder fortsat bundet af sine forpligtelser i henhold til traktaterne."

### Brexit
Brexit, den almindelige betegnelse for Storbritanniens udtræden af EU, blev sat i gang ved den britiske folkeafstemningen om Storbritanniens EU-medlemskab i Juni 2016. Her stemte et lille flertal for at Storbritannien skal forlade EU.
Forløbet har indtil videre været som følger
- 23. juni 2016: Folkeafstemningen hvor 51,89 procent af vælgerne stemte for at forlade (leave) EU
- 16. marts 2017: Britisk lov om udtrædelse træder i kraft[21]
- 29. marts 2017: Artikel 50 aktiveres af den britiske regering[22]
- 25. november 2018: Det Europæiske Råd godkender den umiddelbare udtrædelsesaftalen mellem EU og Storbritannien, som har været forhandlet siden marts 2017.[23]
- 15. januar 2019: Regeringen under Theresa May taber den første afstemning om udtrædelsesaftalen med EU med stemmerne 432 mod 202.[24]
- 12. marts 2019: Regeringen taber den anden afstemning om udtrædelsesaftalen med EU med stemmerne 391 mod 242.[25]
- 20. marts 2019: Theresay May anmoder EU om forlængelse af artikel 50 perioden til 30. juni 2019.
- 21. marts 2019: Det Europæiske Råd tilbyder at forlænge perioden til 22. maj 2019.
- 29. marts 2019: Udløb af den oprindelige artikel 50 periode. Tredje afstemning om udtrædelse tabes af regeringen med stemmerne 344 mod 286.
- 5. april 2019: Theresay May anmoder for 2. gang EU om forlængelse af artikel 50 perioden til 30. juni 2019.[26]
- 10. april 2019: Det Europæiske Råd tilbyder at forlænge perioden til 31. oktober 2019.[27][28]
- 24. juli 2019: Boris Johnson tiltræder som ny premierminister.[29]
- 19. oktober 2019: Premierminister Boris Johnson sender 2 breve til Det Europæiske Råd. Det ene ikke er underskrevet, men anmoder om endnu en udsættelse af artikel 50 perioden til 31. januar 2020.[30][31][32]
- 22. oktober 2019: Udtrædelsesaftalen godkendes 1. gang i parlamentet med 329 stemmer mod 299, men parlamentet afviser med 322 stemmer mod 308 at Storbritannien kan nå at udtræde pr. 31 oktober 2019.[33][34]
- 28. oktober 2019: Det Europæiske Råd godkender at forlænge artikel 50 perioden til 31. januar 2020.[35][36][37]
- 12. december 2019: Der afholdes parlamentsvalg som medfører at det konservative parti under Boris Johnson får et flertal på 80 mandater.[38]
- 20. december 2019: Udtrædelsesaftalen godkendes 2. gang i parlamentet med 358 stemmer mod 234.[39]
- 22. januar 2020: Udtrædelsesaftalen godkendes 3. gang (og dermed endeligt) i parlamentet med 342 stemmer mod 254.[40][41]
- 29. januar 2020: Europa-Parlamentet godkender udtrædelsesaftalen med Storbritannien.[42][43]
- 30. januar 2020: Det Europæiske Råd godkender endeligt udtrædelsesaftalen med Storbritannien.[44]
- 31. januar 2020: Storbritanniens sidste dag som medlem af EU
- 31. december 2020: Overgangsperioden slutter [45]